# Cryptocephalus gridellii
Cryptocephalus gridellii es una especie de insecto coleóptero de la familia Chrysomelidae.
Fue descrita científicamente en 1950 por Burlini.